# HD213232
HD213232 — хімічно пекулярна зоря спектрального класу A4, що має видиму зоряну величину в смузі V приблизно  8,0.
Вона  розташована на відстані близько 720,0 світлових років від Сонця.